# Natalja Alexandrowna Sabolotnaja
Natalja Alexandrowna Sabolotnaja (russisch Наталья Александровна Заболотная; * 15. August 1985 in Salsk, Sowjetunion) ist eine russische Gewichtheberin.

## Karriere
Ihren bislang größten Erfolg feierte Natalja Sabolotnaja bei den Olympischen Sommerspielen 2004 in Athen, wo sie in der Gewichtsklasse bis 75 kg die Silbermedaille mit 272,5 kg hinter der leistungsgleichen, aber leichteren Thailänderin Pawina Thongsuk erringen konnte. Diese Zweikampfleistung war damals Weltrekord, die Einzelleistung im Reißen mit 125 kg ebenfalls. Den Weltrekord im Reißen konnte sie seitdem fünfmal verbessern, seit 17. Dezember 2011 auf 135 kg; dazwischen waren auch die Chinesin Chunghong Liu und Podobedowa Rekordhalterinnen (Stand: Juli 2012).
Am 13. November 2005 stellte sie bei den Weltmeisterschaften in Doha einen Zweikampf-Weltrekord mit 285 kg auf, der nach etwa einem halben Jahr von Swetlana Podobedowa um 1 kg verbessert wurde und am 28. November 2009 bei den WM 2009 von Podobedowa um weitere 6 kg übertroffen wurde. Bei der WM 2010 in Antalya holte sie sich den Rekord mit 293 kg zurück, doch konnte ihn Podobedowa im selben Wettbewerb auf 295 kg steigern. Seit 17. November 2011 ist Sabolotnaja wieder Weltrekordhalterin mit 296 kg (Stand: Juli 2012).
Sabolotnaja hält mit 130 kg im Reißen seit 13. November 2005 weiterhin den Junioren-Weltrekord (Stand: Juli 2012). Für Russland gewann sie zudem die Silbermedaille bei der Weltmeisterschaft 2005 mit 285 kg und die Silbermedaille bei der Weltmeisterschaft 2007 mit 281 kg. Daneben stehen vier Goldmedaillen im Zweikampf, die sie bei den Europameisterschaften 2006, 2008, 2009 und 2010 mit jeweils 278 kg, 264 kg (123 + 141) und 265 kg (120 + 145) und 285 kg (129 + 156) in der Gesamtwertung geholt hat. Diese Leistung ist zugleich bei der EM 2010 die beste aller Heberinnen mit 322,6 Relativpunkten (Sinclair).
Natalja Sabolotnaja wendet beim Stoßen die relativ selten zu sehende Standstoßtechnik ohne Ausfallschritt an.

## Doping
Im Jahr 2016 wurde Sabolotnaja bei Nachtests zu den Spielen von 2012 des Dopings überführt und deswegen nachträglich disqualifiziert. Auch die erstplatzierte Kasachin Swetlana Podobedowa und die drittplatzierte Weißrussin Iryna Kulescha waren gedopt.